# تأجير

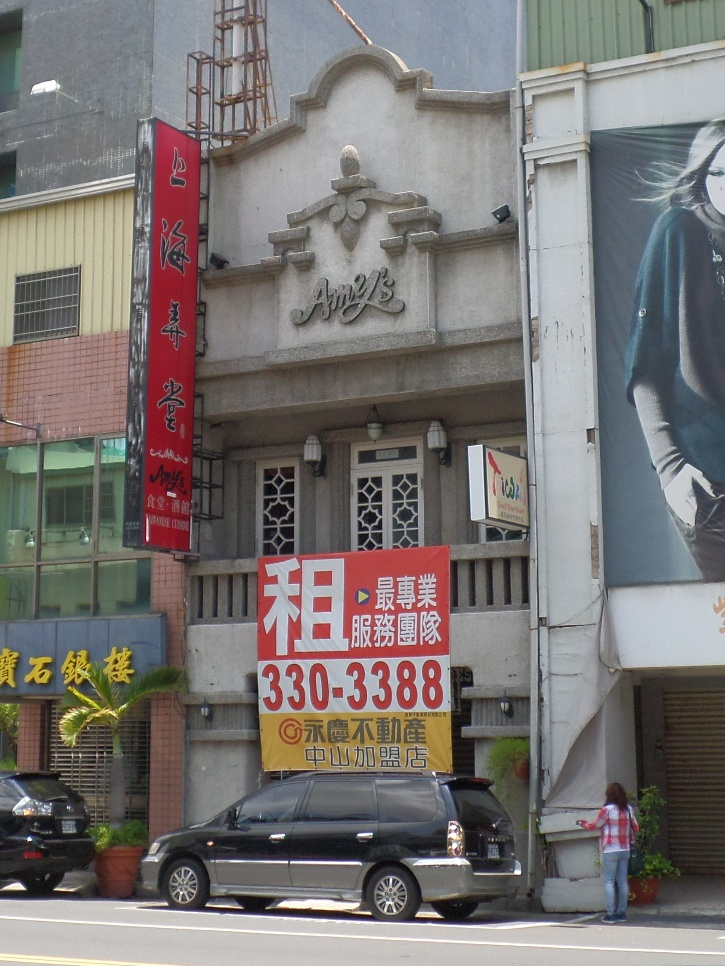

التأجير أو الإستئجار أو الإكراء (بالإنجليزية: Renting)‏ اتفاق تعاقدي بين طرفين يتم بموجبه دفع مبلغ مستحق معلوم مقابل استخدام مؤقت لبضاعة أو خدمة أو أي شيء آخر تعود ملكيته إلى شخص أو جهة أخرى. وهو إتفاق بعوض فقط أي بمقابل ويدفع المعلوم شهريا كما هو الحال في الكراء أوسنويًا أو دفعة واحدة. يشيع استخدام مفهوم التأجير في قطاع العقارات في تأجير الشقق، وكذلك في تأجير السيارات.

## التعريف
لغة: إجارة مصدر أجَرَ يَأجُر، أَجْرًا وإجارًا، فهو آجِر وأجير، والمفعول مَأْجور وأجيرأجَره الشَّيءَ مكَّنه من الانتفاع منه مقابل أجرة معيَّنة 
اصطلاحاً : عقد على منفعة مباحة معلومة بعِوَض معلوم.

## مشروعيتها
اتفق جمهور علماء المسلمين على مشروعية الأجرة
واستدلَّ الجمهور على جواز عقد الإجارة بالقرآن الكريم والسنَّة والإجماع.
من القرآن الكريم : ﴿ قَالَتْ إِحْدَاهُمَا يَا أَبَتِ اسْتَأْجِرْهُ إِنَّ خَيْرَ مَنِ اسْتَأْجَرْتَ الْقَوِيُّ الْأَمِينُ ﴾
من السنة : قوله صلى الله عليه وسلم : ( أعطوا الأجير أجره قبل أن يجفَّ عرقه )
من الإجماع : فقد أجمع جمهور علماء المسلمين على مشروعية الأجرة

## أركانها
أركان الإجرة أربعة أركان
العاقدان: هما المؤجر والمستأجر
الأجر : هو الشيء المدفوع مقابل المنفعة
المنفعة : هو الشيء المعقود عليه
الصيغة : هو الإيجاب والقبول

## شروطها
يشترط لصحة الإجارة ما يلي:
1. أن يكون كل من العاقدين جائز التصرف.
2. معرفة المنفعة كسكنى الدار، أو خدمة الآدمي.
3. معرفة الأجرة.
4. أن تكون المنفعة مباحة لا محرمة كدار للسكن.
فلا تصح الإجارة على نفع محرم كالغناء، وجعل داره كنيسة، أو لبيع الخمر.
5. معرفة العين المؤجرة برؤية أو صفة، وأن يعقد على نفعها دون أجزائها، وأن تكون مقدوراً على تسليمها، وأن تشتمل على المنفعة المباحة، وأن تكون مملوكة للمؤجر، أو مأذوناً له فيها.
6. أن تكون الإجارة برضا الطرفين إلا من أكره بحق.
7. حصول الإيجاب والقبول بين الطرفين.
8. معرفة مدة الإجارة كشهر، أو سنة ونحوهما.

## اقرأ أيضاً
- بيع